# St.-Josephs-Kapelle (Mainz)

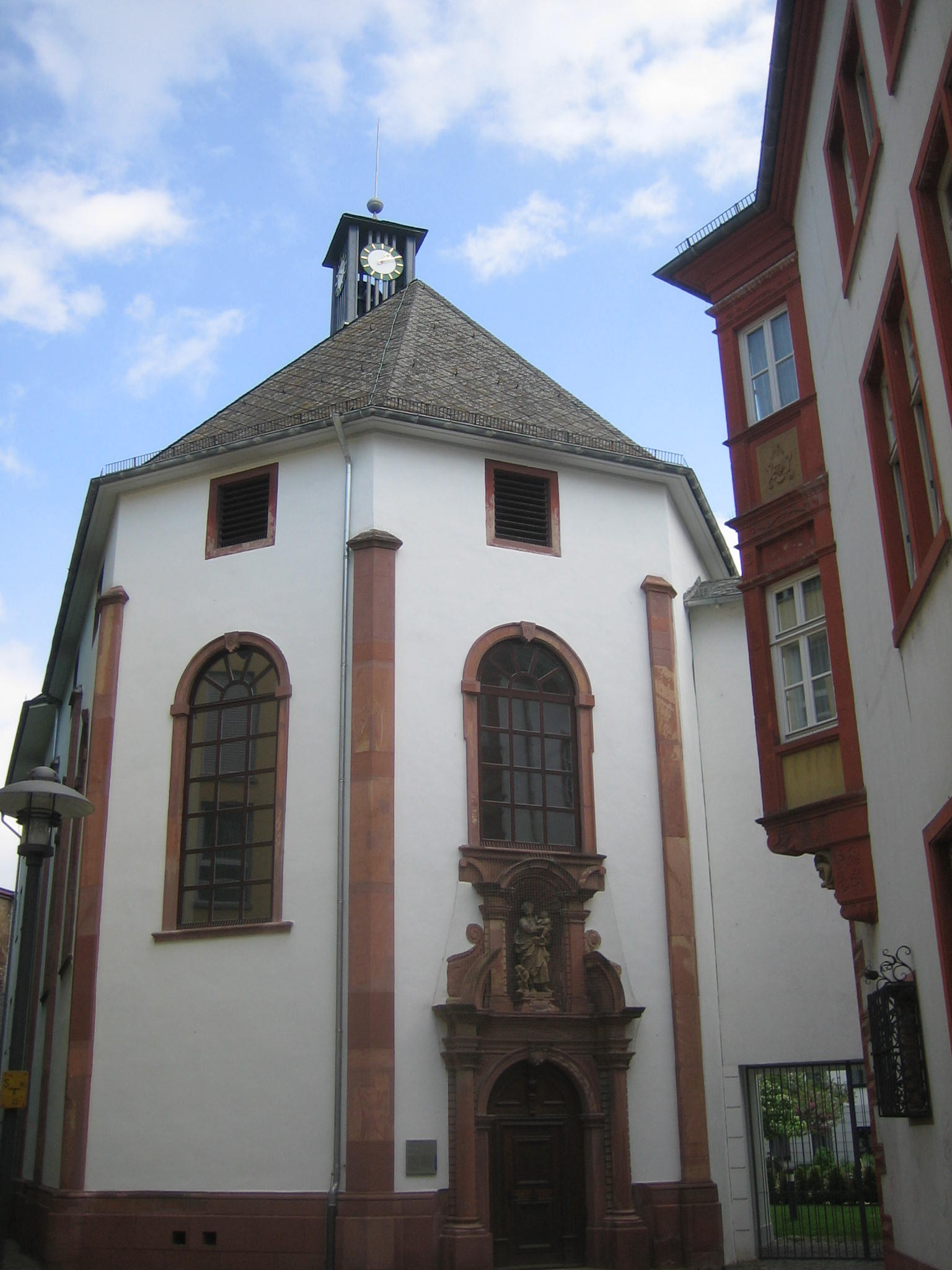
St.-Josephs-Kapelle

Die St.-Josephs-Kapelle ist eine Kapelle in Mainz. Sie befindet sich am Mainzer Altenheim, früher Invalidenhaus.

## Geschichte
Sie wurde in den Jahren 1715 bis 1719 als Hauskapelle des Noviziats und Kloster der Jesuiten erbaut. Weihbischof Johann Edmund Gedult von Jungenfeld weihte die Kapelle am 21. Juni 1719, dem Fest des Heiligen Aloysius aus dem Jesuitenorden, ein. 1773 wurde der Bau erzbischöfliches Priesterseminar, 1798 französische Zentralschule, 1803 Lyzeum, 1813 Hospital und dann Teil einer Kaserne. Bereits im Jahr 1841 gelangte die Kapelle in städtischen Besitz und wurde als Stiftung „Bürgerliche Hospizien“ dem Invalidenhaus, heute Altersheim, zugeordnet. 1942 brannte die Josephskapelle nach einem Luftangriff vollständig aus, wobei auch die reich verzierte Stuckdecke mit Malerei im Mittelfeld verloren ging.
1954/55 wurde eine Betondecke eingezogen und die hierdurch aufgeteilte Kapelle für beide Konfessionen nutzbar gemacht, die ihre Gottesdienste übereinander feierten. Sie ist die einzige Mainzer Kirche in städtischem Besitz, wird heute von den beiden großen christlichen Konfessionen als Simultankapelle genutzt und wurde 2007/2008 saniert und restauriert.

## Baustil und Ausstattung
Von der Schusterstraße aus kann man das schöne Barockportal sehen. Die Figur über dem Portal stammt aus dem Jahr 1720 und stellt den Heiligen Joseph dar. Die reich geschnitzte Eichentüre hat auf der Innenseite alte schmiedeeiserne Beschläge. Im Inneren befindet sich eine Stuckdecke.
Der heute in der Kapelle aufgestellte sogenannte Mönchhofaltar stammt vermutlich aus dem 1781 aufgelösten Kartäuserkloster Mainz und wurde vermutlich in den Werkstätten von Burkard Zamels und Franz Anton Hirsch gefertigt. Er wurde 1916 aus der Mönchshofkapelle bei Raunheim in das Hessische Landesmuseum in Darmstadt überführt und ist eine Dauerleihgabe des Museums.
Aus dem ehemals evangelischen Gottesdienstraum wurden zwei in die Wand eingelassene und hinterleuchtete Glasfenster und Tafelbilder der vier Evangelisten des Mainzer Künstlers Hans Kohl (1897–1990) für die Kapelle renoviert.